# Bonneuil-sur-Marne
Bonneuil-sur-Marne település Franciaországban, Val-de-Marne megyében. Lakosainak száma 18 340 fő (2022. január 1.). Bonneuil-sur-Marne Saint-Maur-des-Fossés, Créteil, Boissy-Saint-Léger, Limeil-Brévannes és Sucy-en-Brie községekkel határos.

## Népesség
A település népességének változása:
| Lakosok száma | 16 642 | 16 903 | 17 797 | 17 950 | 18 045 | 18 062 | 18 424 | 18 750 | 18 340 |
|               | 2013   | 2015   | 2016   | 2017   | 2018   | 2019   | 2020   | 2021   | 2022   |